# ديفيد ليلي (لاعب كرة قدم)
ديفيد ليلي (بالإنجليزية: David Lilley)‏ هو مدرب كرة قدم ولاعب كرة قدم بريطاني في مركز الدفاع، ولد في 31 أكتوبر 1977 في بلزهيل ‏ في المملكة المتحدة. لعب مع كوين أوف ساوث ونادي أبردين ونادي بارتيك ثيسل ونادي روس كاونتي ونادي كيلمارنوك.

## وصلات خارجية
- ديفيد ليلي (لاعب كرة قدم) على موقع قاعدة بيانات كرة القدم.إي يو (الإنجليزية)
- ديفيد ليلي (لاعب كرة قدم) على موقع Soccerbase.com (لاعب) (الإنجليزية)
- ديفيد ليلي (لاعب كرة قدم) على موقع Soccerway.com (الإنجليزية)